# .marque
.marque (ou dotbrand) est une des catégories de domaine de premier niveau générique introduites par l'Internet Corporation for Assigned Names and Numbers (ICANN) en 2012. Ces nouveaux domaines de premier niveau génériques s'ajoutaient alors aux domaines génériques existants comme .com, .org, .net. etc.

## Problèmes
Une adresse de site web est composée d'un nom spécifique (par exemple, www) suivi d'un nom de domaine de second niveau (par exemple, google.com). À son tour, un nom d'un domaine de second niveau est composé d'un nom (habituellement, le nom d'une organisation comme Google) suivi d'un nom de domaine de premier niveau (comme .com, .ca ou .fr). 
En 2012, les créateurs de sites web désirant une adresse pour leurs sites rencontraient divers problèmes :
- la saturation des noms de domaines de second niveau ;
- l'inadmissibilité des caractères non latins ou des caractères latins accentués ;
- le typosquattage.

### Saturation des noms dedomaines de second niveau
Avant 2012, l'ICANN avait attribué 22 domaines de premier niveau génériques (parmi les plus connus : .com, .net et .org) et 250 domaines de premier niveau nationaux correspondant à des pays (.fr pour la France, .be pour la Belgique, .de pour l'Allemagne et ainsi de suite). Selon l'ICANN, plus de 200 millions de noms de domaines de second niveau avaient été attribués en 2012. On prévoyait alors que l'obtention de nouveaux noms de domaines deviendrait compliquée à court terme parce que les noms les plus intéressants avaient déjà été attribués.

### Inadmissibilité descaractères non latins
En 2012, seuls les caractères latins sans accents étaient admissibles dans les adresses de site web. Cela causait des problèmes pour les internautes utilisant un autre alphabet. Plus de la moitié de la population mondiale parle le chinois, l'indien, le russe, l'arabe ou une autre langue non latine. Ce sont autant de publics qui n'avaient pas accès facilement au réseau Internet pour s'exprimer, pour s'instruire ou pour accéder à des sites commerciaux.

### Typosquattage
Déposer un nom de domaine de second niveau pour une entreprise, une marque, une organisation est une chose facile et peu onéreuse, mais qui comporte des risques. Comme celui de voir fleurir des sites jouant sur le typosquattage pour induire l'internaute en erreur et profiter d'une faute de frappe dans l'écriture de l'adresse pour l'amener sur un site pirate malveillant (channel.com au lieu de chanel.com). Pour prévenir ce problème, une organisation doit acquérir tous les noms de domaines approchant du sien... une quête sans fin.

## Solution: les .marque
En 2012, l'ICANN a ouvert une nouvelle génération de domaines de premier niveau génériques personnalisables incluant :
- les .marque pour les marques des grandes entreprises (par exemple, .apple et .ipad) ;
- les .region pour les zones géographiques (villes, pays, régions, zones métropolitaines, etc.) ;
- les .business pour les domaines d'activité (.construction, .taxi, .voyage).

La procédure d'obtention de ces domaines de premier niveau est assez complexe et onéreuse. Il est préférable de faire appel à des prestataires spécialisés pour déposer une demande. Cependant, le résultat et les avantages sont multiples pour les propriétaires de tels domaines. De plus, l'ICANN accepte les caractères non latins et les caractères accentués dans ces noms de domaines. C'est donc une opportunité sans précédent pour les compagnies de rejoindre les centaines de millions d'internautes de langue chinoise, japonaise, russe, arabe, etc.

### Procédure longue et coûteuse
Acquérir un domaine de type .marque n'était pas à la portée de tout le monde. D'abord parce qu'il était nécessaire de posséder de sérieuses compétences techniques, administratives, légales et financières pour déposer le dossier de 357 pages en temps et en heure à l'ICANN. En effet, le dépôt des dossiers se faisait entre janvier et avril 2012. La prochaine session ne sera pas ouverte avant au moins 2015. Ensuite, il fallait disposer de moyens importants. La demande initiale coûtait au minimum 200 000 € et il faut compter environ 80 000 € annuellement pour la gestion du domaine. 

## Pourquoi un .marque?

### Pour être maître de son image et s'en servir
Aujourd'hui les marques font partie de nos vies pour différentes raisons. Les entreprises communiquent et capitalisent leurs valeurs sur leur image et leur identité. Détenir sa propre extension de domaine comme « .compaq », « .renault » ou « .california » permet de disposer d’un outil marketing considérable et sûr. Par ailleurs, il est préférable pour toute grande marque de déposer son .marque avant qu'un concurrent ne le fasse à sa place.

### Univers sécurisé et sécurisant
De nombreuses actions malveillantes de la part de cybercriminels ont coûté des fortunes en procès ou en pertes financières à bien des entreprises. L’ICANN, avec les .marque, propose une solution efficace pour lutter contre la cybercriminalité et protéger la propriété intellectuelle des marques. Une marque qui a acheté son .marque est la seule à pouvoir y attribuer un nom de domaine de second niveau. Si une société dépose .football, elle en sera propriétaire et elle seule pourra attribuer des noms de domaine terminant par .football, ce qui lui assurera un contrôle optimal et des revenus importants puisqu'elle pourra fixer le prix d'un domaine à sa convenance. Pour les grandes marques de mode ou d'équipements, comme Apple, c'est la garantie de disposer de .apple et d'attribuer les noms de domaines à ses revendeurs, produits ou pays (france.apple, iphone.apple, etc.) en étant certain qu'un domaine de premier niveau approchant (appel, apell...) ne pourra pas être déposé. Et pour les clients, c'est la garantie de trouver sur un site .apple des produits authentiques et légaux.

### Gagner ennotoriété, s'ouvrir au monde et s'adapter
Avec l'ouverture aux caractères non latins, c'est une autre dimension qui est proposée aux marques, aux villes et aux entreprises. L'utilisation d'un alphabet plus accessible à certains internautes est une opportunité marketing à saisir pour beaucoup d'entreprises. C'est aussi une opportunité pour de nombreuses organisations non gouvernementales pour promouvoir et faire entrer la culture et l'éducation là où elles étaient bloquées à cause de noms de sites difficiles à déchiffrer pour certaines personnes. De plus, les moteurs de recherche et les internautes s'adaptent très vite aux nouvelles réalités et aux nouvelles technologies ; il est donc essentiel pour une entreprise ou une organisation de se mettre au rythme des progrès récents et des nouveaux usages.